# Nowa Kordegarda
Nowa Kordegarda – budynek znajdujący się w Łazienkach Królewskich w Warszawie, po zachodniej stronie pałacu Na Wyspie, wzniesiony w latach 1779–1780 według projektu Dominika Merliniego i przebudowany w 1830 roku.

## Opis
Pierwotnie pawilon służył do gry w popularną w tamtych czasach francuską grę Trou-Madame, która polegała na wrzucaniu kulek z kości słoniowej do numerowanych bramek.
W 1782 roku obiekt został przemieniony w Teatr Mały (nazywany także Komedialnym). Dodano drewniane przybudówki przeznaczone dla aktorów, orkiestry i widzów. Większą część wnętrza zajmowała widownia. Teatr posiadał dwie stałe dekoracje: z jednej strony gabinet, z drugiej las. W 1788 roku został powiększony. Po wybudowaniu teatru w Pomarańczarni, Teatr Mały nie był potrzebny i został zaadaptowany na magazyn rzeźb. 
W 1830 roku Jakub Kubicki przebudował obiekt w stylu klasycyzmu. Wprowadził kolumny o częściowo żłobionych trzonach, zaś nad oknami znalazły się kartusze z panopliami. Obiekt w takiej postaci przetrwał do dziś.